# Collegio uninominale Sardegna - 02 (Senato della Repubblica 2017)
Il collegio elettorale uninominale Sardegna - 02 è stato un collegio elettorale uninominale della Repubblica Italiana per l'elezione del Senato tra il 2017 ed il 2022.

## Territorio
Come previsto dalla legge elettorale italiana del 2017, il collegio era stato definito tramite decreto legislativo all'interno della circoscrizione Sardegna.
Era formato dal territorio di tutta la provincia di Oristano, dai comuni di Aritzo, Arzana, Atzara, Austis, Bari Sardo, Baunei, Belvì, Birori, Bolotana, Borore, Bortigali, Cardedu, Desulo, Dorgali, Dualchi, Elini, Fonni, Gadoni, Gairo, Gavoi, Girasole, Ilbono, Jerzu, Lanusei, Lei, Loceri, Lodine, Lotzorai, Macomer, Mamoiada, Meana Sardo, Noragugume, Nuoro, Oliena, Ollolai, Olzai, Oniferi, Orani, Orgosolo, Orotelli, Ortueri, Osini, Ottana, Ovodda, Perdasdefogu, Sarule, Silanus, Sindia, Sorgono, Talana, Tertenia, Teti, Tiana, Tonara, Tortolì, Triei, Ulassai, Urzulei, Ussassai e Villagrande Strisaili nella provincia di Nuoro e dai comuni di Arbus, Armungia, Ballao, Barrali, Barumini, Castiadas, Collinas, Decimoputzu, Donori, Escalaplano, Escolca, Esterzili, Furtei, Genoni, Genuri, Gergei, Gesico, Gesturi, Goni, Gonnosfanadiga, Guamaggiore, Guasila, Guspini, Isili, Las Plassas, Lunamatrona, Mandas, Muravera, Nuragus, Nurallao, Nurri, Orroli, Ortacesus, Pabillonis, Pauli Arbarei, Pimentel, Sadali, Samassi, Samatzai, San Basilio, San Gavino Monreale, San Nicolò Gerrei, San Vito, Sanluri, Sant'Andrea Frius, Sardara, Segariu, Selegas, Senorbì, Serri, Seui, Seulo, Serramanna, Serrenti, Setzu, Siddi, Silius, Siurgus Donigala, Suelli, Tuili, Turri, Ussaramanna, Vallermosa, Villacidro, Villamar, Villanovaforru, Villanovafranca, Villanova Tulo, Villaputzu e Villasalto nella provincia del Sud Sardegna.
Il collegio era parte del collegio plurinominale Sardegna - 01.

## Eletti
| Elezione | Elezione | Senatore      | Partito            |
| -------- | -------- | ------------- | ------------------ |
|          | 2018     | Emiliano Fenu | Movimento 5 Stelle |

## Dati elettorali

### XVIII legislatura
Come previsto dalla legge elettorale, 116 senatori erano eletti con sistema a maggioranza relativa in altrettanti collegi uninominali a turno unico.
| Candidati              | Candidati               | Voti    | %     | Liste                    | Voti    | %     |
| ---------------------- | ----------------------- | ------- | ----- | ------------------------ | ------- | ----- |
|                        | Emiliano Fenu ✔️ Eletto | 106 272 | 43,25 | Movimento 5 Stelle       | 106 272 | 43,25 |
|                        | Lorenzo Palermo         | 71 637  | 29,15 | Forza Italia             | 31 329  | 12,75 |
| Lega                   | Lorenzo Palermo         | 71 637  | 29,15 | 26 917                   | 10,95   |       |
| Fratelli d'Italia      | Lorenzo Palermo         | 71 637  | 29,15 | 10 922                   | 4,44    |       |
| Noi con l'Italia - UDC | Lorenzo Palermo         | 71 637  | 29,15 | 2 469                    | 1,00    |       |
|                        | Ignazio Angioni         | 43 810  | 17,83 | Partito Democratico      | 38 212  | 15,55 |
| +Europa                | Ignazio Angioni         | 43 810  | 17,83 | 2 754                    | 1,12    |       |
| Italia Europa Insieme  | Ignazio Angioni         | 43 810  | 17,83 | 1 534                    | 0,62    |       |
| Civica Popolare        | Ignazio Angioni         | 43 810  | 17,83 | 1 310                    | 0,53    |       |
|                        | Pier Franco Devias      | 8 463   | 3,44  | Autodeterminazione       | 8 463   | 3,44  |
|                        | Maria Agostina Cabiddu  | 6 740   | 2,74  | Liberi e Uguali          | 6 740   | 2,74  |
|                        | Amedeo Spagnuolo        | 2 167   | 0,88  | Potere al Popolo!        | 2 167   | 0,88  |
|                        | Paola Marceddu          | 1 829   | 0,74  | Partito Comunista        | 1 829   | 0,74  |
|                        | Patrizia Frau           | 1 824   | 0,74  | CasaPound                | 1 824   | 0,74  |
|                        | Angela Pisu             | 1 644   | 0,67  | Il Popolo della Famiglia | 1 644   | 0,67  |
|                        | Dino Maccioni           | 1 343   | 0,55  | Partito Valore Umano     | 1 343   | 0,55  |
| Totale                 | Totale                  | 245 729 | 100   |                          | 245 729 | 100   |
|                        |                         |         |       |                          |         |       |
| Voti non validi        | Voti non validi         | 8 732   | 3,43  |                          |         |       |
| Votanti                | Votanti                 | 254 461 | 65,16 |                          |         |       |
| Elettori               | Elettori                | 390 493 |       |                          |         |       |